# Ga Jeongbalsan
Ga Jeongbalsan là một ga trên Tàu điện ngầm vùng thủ đô Seoul tuyến 3 ở Goyang, Gyeonggi-do. Nó được đặt theo tên của một công viên lớn cùng tên, tiếp giáp với phía đông bắc của nhà ga. Ở phía bên kia của công viên là Trung tâm Ung thư Quốc gia Hàn Quốc.

## Bố trí ga
| Juyeop ↑ |
| \| N/B   |
| ↓ Madu   |

| Hướng Bắc | ●Tuyến 3 | ← Hướng đi Juyeop · Daehwa                                   |
| Hướng Nam | ●Tuyến 3 | → Hướng đi Bulgwang · Jongno 3(sam)-ga · Chungmuro · Ogeum → |

## Lối ra
- Lối ra 1: Công viên.
- Lối ra 2: Các cửa hàng và nhà hàng tại Lotte Department Store La Festa.
- Lối ra 3: Văn phòng Giáo dục Goyang.
- Lối ra 4: Văn phòng Quận Ilsandong, Trường Trung học cơ sở Jeongbal.

Rất gần nhà ga là hai khu mua sắm lớn được gọi là "La Festa" và "Western Dom".